# Alfredo Colmo
 Alfredo Colmo  (Buenos Aires, 22 de junio de 1878 – ídem. 5 de junio de 1934) fue un jurista argentino especializado en Derecho Civil que se desempeñó como juez de la Cámara Nacional de Apelaciones en lo Civil y como profesor titular de su especialidad en la Universidad de Buenos Aires. Es autor de obras de Derecho Civil, recordándose especialmente sus libros La justicia (póstuma publicación) y De las obligaciones en general: tratado teórico-práctico de las obligaciones en el derecho civil argentino.

## Actividad profesional
Estudió abogacía en la Facultad de Derecho y Ciencias Sociales de la Universidad de Buenos Aires donde se graduó obteniendo el Premio Universitario (Medalla de Oro) de su promoción y en el año 1901, se doctoró con una tesis sobre Prescripción comercial por la cual recibió el Premio Facultad.
Se desempeñó en el Profesorado del Colegio Nacional y Escuela Normal y en 1904, previo concurso de antecedentes, fue designado profesor de Derecho Civil, enseñando durante muchos años Obligaciones y Contratos.
En 1911 fue elegido diputado nacional, cargo que ejerció hasta 1914. En 1920 se lo designó vocal de la Cámara Nacional de Apelaciones en lo Civil 1°, donde algunos de sus votos en disidencia fueron el punto de partida de trascendentes cambios de jurisprudencia.
Uno de los temas por los que se interesaba, y sobre el cual escribió varios trabajos, fue el de la educación. Fue miembro de la Academia Nacional de Derecho y Ciencias Sociales de Buenos Aires, donde uno de sus sillones lleva su nombre. También se desempeñó como Cónsul General de la Argentina en Toulouse, Francia y en Liverpool (Reino Unido).

## Valoración
Pablo Calatayud, que fuera su alumno antes de sucederlo en su cátedra, dice de Colmo:

"Hablaba con claridad y con método, con sencillez y serena elocuencia. Tenía la atracción de lo original. Era un renovador. Sus lecciones nos sugestionaban con una extraordinaria erudición..."

De Colmo se recuerda su afirmación de que:

"...el jurista y magistrado que no sepa sino Derecho, no sabe derecho, esto es, no sabe de nada"

## Fallecimiento
Falleció el 5 de junio de 1934 mientras asistía en el Teatro Nacional Cervantes a un acto conmemorando del cincuentenario de la Ley 1420 de Educación. En su testamento dispuso donar a la Biblioteca Nacional de Maestros su importante colección jurídica de 12.000 volúmenes. Una calle del barrio de Nueva Pompeya de la ciudad de Buenos Aires lleva su nombre como homenaje.

## Obras
- La Justicia
- La encuesta sobre educación secundaria
- Los países de la América Latina
- Bases de organización universitaria en los países americanos
- De la prescripción en materia comercial, exposición y crítica del código: tesis para optar al doctorado y al premio facultad : laureada
- Los abogados y sus colegios: disertación del doctor Alfredo Colmo en la Reunión Anual celebrada el 18 de octubre de 1930
- La cultura jurídica y la Facultad de Derecho
- La cultura y la universidad: conferencia por el Dr. Alfredo Colmo pronunciada en el salón de actos públicos del Colegio Nacional Mariano Moreno bajo el patrocinio del Ateneo Ibero-Americano el 25 de julio de 1931
- La revolución en la América Latina
- Apuntes de derecho civil tomadas de las lecciones del Dr. Alfredo Colmo dadas en la Facultad de Derecho y Ciencias Sociales de Buenos Aires en el curso de 1917, versión taquigráfica de Martín Magne y Andrés J. Watson
- Obligaciones-contratos en general : versión taquigráfica de Martín Magne y Andreés J. Watson, alumnos del curso
- Educación industrial: conferencia
- El derecho marítimo obrero en la Conferencia Internacional del Trabajo: celebrada en Génova en 1920
- Los estudios filosóficos en la educación oficial
- El Código Civil en su cincuentenario
- Principios sociológicos
- Técnica legislativa del Código civil argentino
- El ambiente educacional en América latina
- De las obligaciones en general: tratado teórico-práctico de las obligaciones en el derecho civil argentino
- Derecho civil: apuntes tomados de las lecciones del doctor Alfredo Colmo dadas en la Facultad de Derecho y Ciencias Sociales de Buenos Aires en el curso de 1917 : obligaciones y contratos en general
- ¿Universidades o facultades?
- Mi neutralismo
- Política cultural en los países latinoamericanos
- Derecho objetivo: extractado de la Revista de la Facultad de Derecho, tomo IV, N.º 13 : octubre-diciembre 1925